# Набоков, Сергей Дмитриевич
Серге́й Дми́триевич Набо́ков (6 [18] октября 1866—21 декабря 1940) — русский судебный деятель, последний действующий курляндский губернатор.

## Биография
Православный. Из потомственных дворян Санкт-Петербургской губернии.
Сын министра юстиции Дмитрия Николаевича Набокова и Марии Фердинандовны Корф (1842—1926).
В 1888 году окончил Императорское училище правоведения с медалью и поступил на службу в Министерство юстиции.
Камер-юнкер (1893), камергер (1902), действительный статский советник (1907), удостоен придворного звания «в должности егермейстера» (1908).
Был товарищем прокурора Новгородского окружного суда; прокурором Новочеркасской и Варшавской судебных палат; прокурором, надзирающим за Московским окружным судом (с 1900 года).
В 1910 году был назначен курляндским губернатором. После того, как в 1915 году губерния была оккупирована немцами, на короткое время был назначен курским губернатором. С 1916 года — представитель при Особой армии.
В 1919 году эмигрировал в Грецию. Жил в Афинах. В 1921 году стал заместителем секретаря Союза русских православных христиан в Греции.
Умер в 1940 году в Бухаресте.

## Семья
Был женат на Дарье Николаевне Тучковой (1871—1955), праправнучке великого русского полководца Кутузова. Их дети:
- Сергей (1902—1998), бельгийский журналист, директор агентства Рейтер в Бельгии и Люксембурге, русский генеалог.
- Екатерина (1903—1975), в эмиграции в Румынии, служила в дипломатической миссии США, в 1948 году арестована румынскими властями и выдана МГБ. Отправлена самолётом в Москву, срок 25 лет — Казахстан, Потьма[2] (Мордовия). В 1960 году по ходатайству королевы Бельгии выпущена к брату в Брюссель[3].
- Николай (1906—1923)
- Александр (Н.Д.) Информации крайне мало о его судьбе. Известно только, что остался в России где и умер. Место и дата смерти в источниках не прослеживается.

## Награды
- Орден Святой Анны 2-й ст. (1900);
- Орден Святого Владимира 4-й ст. (1902);
- Орден Святого Владимира 3-й ст. (1910);
- Орден Святого Станислава 1-й ст. (1912).

- медаль «В память царствования императора Александра III»
- медаль «В память коронации императора Николая II»
- медаль «В память 300-летия царствования дома Романовых»